# Cenognatha antarctica
Cenognatha antarctica is een eenoogkreeftjessoort uit de familie van de Scolecitrichidae. De wetenschappelijke naam van de soort is voor het eerst geldig gepubliceerd in 1985 door Hulsemann.